# Jana Pospíšilová
Jana Pospíšilová, verheiratete Rychlý (* 23. März 1970 in Kostelec u Křížků, Tschechoslowakei) ist eine ehemalige tschechische Tennisspielerin.

## Karriere
Pospíšilová verlor 1974 im Finale des Jurniorinneneinzels der French Open gegen Natallja Swerawa mit 1:6 und 0:6.
Sie konnte während ihrer Profikarriere drei Einzel- und vier Doppeltitel des ITF Women’s Circuits gewinnen. Auf der WTA Tour erreichte sie jeweils ein Einzel- und Doppelfinale. Das Erste war im Einzel der Danone Southern Cross Classic 1988 in Adelaide, das sie gegen Jana Novotná mit 5:7 und 4:6 verlor. Und im Doppel war es beim Athens Ladies Open 1990, dieses verlor sie gegen Laura Garrone/Karin Kschwendt mit 0:6, 1:6 und 7:6.
1988 und 1989 spielte sie auch für die tschechoslowakische Fed-Cup-Mannschaft, für die sie fünf ihrer sieben Partien gewann. Das Team gewann den Pokal 1988.

## Turniersiege

### Einzel
| Nr. | Datum         | Turnier   | Kategorie   | Belag           | Finalgegnerin        | Ergebnis        |
| --- | ------------- | --------- | ----------- | --------------- | -------------------- | --------------- |
| 1.  | Februar 1996  | Nürnberg  | ITF $10.000 | Teppich (Halle) | Jekaterina Syssojewa | 6:3, 6:3        |
| 2.  | November 1996 | Stockholm | ITF $25.000 | Hartplatz       | Laurence Andretto    | 6:4, 1:6, 6:2   |
| 3.  | Juni 1997     | Bytom     | ITF $10.000 | Sand            | Miroslava Vavrinec   | 7:64, 6:70, 6:1 |

### Doppel
| Nr. | Datum          | Turnier           | Kategorie   | Belag | Partnerin          | Finalgegnerinnen                          | Ergebnis       |
| --- | -------------- | ----------------- | ----------- | ----- | ------------------ | ----------------------------------------- | -------------- |
| 1.  | August 1996    | Lohmar            | ITF $25.000 | Sand  | Alena Vašková      | Michaela Paštiková Jitka Schönfeldová     | 6:71, 6:3, 6:3 |
| 2.  | September 1997 | Spoleto           | ITF $25.000 | Sand  | Kateřina Šišková   | Ana Alcázar Eva Bes                       | 6:1, 6:0       |
| 3.  | September 1997 | Thessaloniki      | ITF $50.000 | Sand  | Radka Bobková      | Marija Golowisnina Jewgenija Kulikowskaja | 6:2, 6:3       |
| 4.  | August 1998    | Valašské Meziříčí | ITF $10.000 | Sand  | Magdalena Kučerová | Katharzyna Teodorowicz Anna Bieleń-Żarska | 6:3, 4:6, 7:65 |

## Abschneiden bei Grand-Slam-Turnieren

### Einzel
| Turnier         | 1988 | 1989 | 1990 | 1991 | Karriere |
| --------------- | ---- | ---- | ---- | ---- | -------- |
| Australian Open | —    | —    | 2    | 1    | 2        |
| French Open     | 2    | 2    | 1    | —    | 2        |
| Wimbledon       | —    | 1    | 1    | —    | 1        |
| US Open         | —    | 1    | 1    | —    | 1        |

### Doppel
| Turnier         | 1988 | 1989 | 1990 | 1991 | 1992 | Karriere |
| --------------- | ---- | ---- | ---- | ---- | ---- | -------- |
| Australian Open | —    | —    | 1    | 1    | —    | 1        |
| French Open     | 2    | 1    | 1    | 1    | 1    | 2        |
| Wimbledon       | —    | 1    | 2    | 1    | 2    | 2        |
| US Open         | —    | 1    | 1    | —    | —    | 1        |

## Persönliches
Seit 2006 ist sie mit dem Schauspieler und Moderator Petr Rychlý verheiratet. Ihr Bruder Jaroslav Pospíšil ist ebenfalls Tennisprofi.